# Andréia da Silva
Andréia da Silva est une joueuse internationale sud-africaine de rink hockey née le 10 août 1986.

## Palmarès
En 2016, elle participe au championnat du monde.